# Tomasz Cywka
Tomasz Cywka (Gliwice, 27 giugno 1988) è un ex calciatore polacco, di ruolo centrocampista.

## Caratteristiche tecniche
Può essere impiegato sia come mediano che come terzino destro.